# Рейнольдс, Мартин
Мартин Рейнольдс (англ. Martin Reynolds; род. 22 февраля 1949) — британский легкоатлет, олимпийский медалист.

## Биография
Выступал за Великобританию на летних Олимпийских играх 1972 года в Мюнхене, Германия, где вместе со своими товарищами по команде Аланом Песко, Дэвидом Хемери и Дэвидом Дженкинсом завоевал серебряную медаль в мужской эстафете 4х400 метров.
Представлял Англию и завоевал бронзовую медаль в эстафете 4х100 метров на Играх Британского Содружества 1970 года в Эдинбурге, Шотландия.